# Davide Simoncelli
Davide Simoncelli (Rovereto, 30 gennaio 1979) è un allenatore di sci alpino ed ex sciatore alpino italiano.

## Biografia

### Carriera sciistica

#### Stagioni 1995-2004
Originario di Lizzana di Rovereto, era un gigantista puro. Iniziò a partecipare a gare FIS nel gennaio del 1995 e nel 1999 debuttò ai Mondiali juniores. Esordì in Coppa Europa il 7 dicembre 1999 a Valloire (38º in slalom gigante) e in Coppa del Mondo nello slalom speciale di Madonna di Campiglio del 13 dicembre successivo, senza concludere la prova.
Il 13 febbraio 2000 conquistò il primo podio in Coppa Europa, a Ofterschwang in slalom speciale; l'anno dopo esordì ai Campionati mondiali a Sankt Anton am Arlberg 2001, dove fu 20º nello slalom gigante e 23º nello slalom speciale, e ottenne l'ultimo podio in Coppa Europa, il 13 gennaio a Saas-Fee in slalom gigante (2º). Il 22 dicembre 2002 in Alta Badia conquistò, in slalom gigante, il primo podio in Coppa del Mondo (2º); ai successivi Mondiali di Sankt Moritz 2003, nella stessa specialità, non concluse la prova. Il 21 dicembre 2003, ancora in Alta Badia e ancora in slalom gigante, vinse la sua prima gara di Coppa del Mondo.

#### Stagioni 2005-2012
Non completò lo slalom gigante né ai Mondiali di Bormio/Santa Caterina Valfurva 2005 né ai XX Giochi olimpici invernali di Torino 2006, ma in quella stagione in Coppa del Mondo fu per la prima volta nella sua carriera 4º nella classifica finale di slalom gigante e conquistò la sua seconda e ultima vittoria in Coppa del Mondo, il 4 marzo a Yongpyong. Il 29 gennaio 2007 si infortunò su una pista della Val di Fassa rompendosi il legamento crociato anteriore del ginocchio sinistro. A causa di questo infortunio non poté partecipare ai Mondiali di Åre nel febbraio 2007. Le stagioni 2007-2008 e 2008-2009 furono travagliate a causa di continui problemi alla schiena; ai Mondiali di Val-d'Isère 2009 fu 11º nello slalom gigante.
Ottenne risultati di rilievo in Coppa del Mondo nella stagione 2009-2010, collezionando due secondi posti - sempre in slalom gigante - su piste classiche come la Gran Risa dell'Alta Badia il 20 dicembre 2009, dove si piazzò 2º dietro all'altro italiano Massimiliano Blardone, e a Garmisch-Partenkirchen sulla Kandahar nella gara valida per le finali di Coppa del Mondo, dove giunse 2º dopo lo svizzero Carlo Janka il 12 marzo 2010. Questo oltre al miglior tempo marcato nella prima manche sulla Chuenisbärgli di Adelboden (gara poi annullata a causa delle cattive condizioni meteorologiche quando, a poche discese dal termine, era in testa davanti all'austriaco Marcel Hirscher e al croato Ivica Kostelić). A fine stagione in Coppa del Mondo fu nuovamente 4º nella classifica di slalom gigante, mentre ai XXI Giochi olimpici invernali di Vancouver 2010 si classificò 20º nello slalom gigante. Identico piazzamento colse ai Mondiali di Garmisch-Partenkirchen 2011.

#### Stagioni 2013-2016
Il 24 giugno 2012 fu vittima di un incidente occorsogli durante una seduta di allenamento che stava effettuando a Les Deux Alpes in Francia; la caduta gli causò una perforazione intestinale che lo obbligò a sottoporsi a un intervento chirurgico. Di conseguenza Simoncelli fu costretto a rimanere lontano dalle piste da sci per 75 giorni. Il 2 dicembre dello stesso anno ottenne a Beaver Creek in slalom gigante il suo ultimo podio in Coppa del Mondo (3º) e ai successivi Mondiali di Schladming concluse lo slalom gigante, vinto dallo statunitense Ted Ligety, in 6ª posizione.
Ai XXII Giochi olimpici invernali di Soči 2014, sua ultima presenza olimpica, fu 17º nello slalom gigante, mentre ai Mondiali di Vail/Beaver Creek 2015, suo congedo iridato, nello slalom gigante ottenne il medesimo piazzamento. Il 21 marzo 2015 prese per l'ultima volta il via in Coppa del Mondo, nello slalom gigante di Méribel che chiuse al 10º posto, e al termine di quella stessa stagione 2014-2015 si ritirò dall'attività agonistica ai massimi livelli, pur continuando a prendere parte ad alcune gare minori fino al marzo del 2016; la sua ultima gara in carriera fu lo slalom gigante dei Campionati italiani juniores 2016, il 21 marzo a Pozza di Fassa, chiuso da Simoncelli al 4º posto.

### Carriera da allenatore
Dopo il ritiro ha intrapreso la carriera di allenatore nel comitato trentino della FISI.

## Bilancio della carriera
In Coppa del Mondo ottenne due vittorie di gara e chiuse per due volte al quarto posto nella classifica finale di Coppa del Mondo di slalom gigante. Giunse una volta primo e quattro volte secondo nello slalom gigante dell'Alta Badia sulla Gran Risa, pista che esaltava particolarmente le sue caratteristiche.

## Palmarès

### Coppa del Mondo
- Miglior piazzamento in classifica generale: 22º nel 2010
- 8 podi (tutti in slalom gigante):
  - 2 vittorie
  - 5 secondi posti
  - 1 terzo posto

#### Coppa del Mondo - vittorie
| Data             | Località   | Paese         | Specialità |
| ---------------- | ---------- | ------------- | ---------- |
| 21 dicembre 2003 | Alta Badia | Italia        | GS         |
| 4 marzo 2006     | Yongpyong  | Corea del Sud | GS         |

Legenda:

GS = slalom gigante

### Coppa Europa
- Miglior piazzamento in classifica generale: 9º nel 2001
- 3 podi (2 in slalom gigante, 1 in slalom speciale):
  - 2 secondi posti
  - 1 terzo posto

### Nor-Am Cup
- Miglior piazzamento in classifica generale: 29º nel 2006
- 1 podio (in slalom gigante):
  - 1 vittoria

#### Nor-Am Cup - vittorie
| Data             | Località | Paese       | Specialità |
| ---------------- | -------- | ----------- | ---------- |
| 29 novembre 2005 | Keystone | Stati Uniti | GS         |

Legenda:

GS = slalom gigante

### South American Cup
- Miglior piazzamento in classifica generale: 34º nel 2004
- 1 podio:
  - 1 terzo posto

### Campionati italiani
- 8 medaglie[1][8]:
  - 3 ori (supercombinata nel 2008; slalom gigante nel 2012; slalom gigante nel 2013)
  - 3 argenti (slalom gigante nel 2006; slalom gigante nel 2008; slalom gigante nel 2015)
  - 2 bronzi (slalom gigante, slalom speciale nel 2001)